# Yehuda Benasouli
Rabino Yehuda Benasouli ( en hebreo: יהודה בנאסולי‎ , 1933 - 31 de mayo de 2010) fue un rabino judío ortodoxo español nacido en Marruecos. Benasouli se desempeñó como rabino mayor de Madrid desde 1978 hasta 2000.

## Primeros años y educación
Benasouli nació en 1933 en una familia judía sefardí en Alcazarquivir en lo que entonces era el Marruecos español. Era descendiente de judíos que fueron expulsados de España bajo el Edicto de Granada en 1492.
El padre de Benasouli murió cuando él era joven y el tío de Benasouli, el rabino Yaakov Sebag, se hizo cargo del niño. Se inscribió en una yeshivá en Mequinez para estudiar con el rabino Raphael Baruch Toledano, un vástago de la prominente familia sefardí Toledano . A la edad de 18 años, Benasouli fue ordenado por Toledano.
En los 3 años posteriores al establecimiento del Estado de Israel en 1948, más de 28 000 judíos emigraron de Marruecos a Israel, incluido el rabino Sebag. Benasouli, aún en sus 20 años, se convirtió en el rabino de su ciudad natal de Alcazarquivir. A principios de la década de 1960, el bailía de Benasouli creció hasta incluir Larache y Souk El Arbaa.

## Vida en España
Benasouli llegó a Madrid en 1968, como parte de la emigración masiva de judíos desde Marruecos tras la victoria de Israel en la Guerra de los Seis Días en 1967. Cuando llegó Benasouli, la comunidad de Madrid albergaba aproximadamente 2500 judíos, habiendo crecido desde 300 en 1959. Benasouli sirvió como mohel (circuncisador), shochet (matadero ritual) y mashgiach (supervisor kosher) en la comunidad. En 1978, se convirtió en el rabino principal de la comunidad, sucediendo a Benito Gershon, quien también era del Marruecos español.
En 1992, Benasouli recibió al rey de España Juan Carlos I y a la Reina Sofía en la Sinagoga Beth Yaacov para conmemorar el 500 aniversario del Edicto de Granada. La ocasión marcó la primera vez que el rey visitaba una sinagoga en España.
En 2000, Moshe Bendahan, nacido en Marruecos, sucedió a Benasouli como rabino mayor de Madrid.

## Muerte
Benasouli murió el 31 de mayo de 2010. Está enterrado en el cementerio de Ponevezh en Bnei Brak, Israel, cerca de su mentor Toledano.

## Personal
El primer idioma de Benasouli fue el español castellano, y también sabía hebreo, francés, árabe, judeoespañol, haquetía y algo de inglés.